# Hrastovica, Mokronog–Trebelno
Hrastovica este o localitate din comuna Mokronog - Trebelno, Slovenia, cu o populație de 113 locuitori.